# مالك بن عمرو السلمي
مالك بن عمرو بن سميط السُلمي صحابي بدري من المهاجرين، من بني سُليم كان حليفًا لبني عبد شمس بن عبد مناف في الجاهلية، وقيل كان حليفًا لبني غنم بن دودان أحد بطون بني أسد بن خزيمة. أسلم وهاجر إلى يثرب، وشارك مع النبي محمد ﷺ في غزواته كلها، كما شارك في حروب الردة في عهد الخليفة أبي بكر الصديق، واستشهد في معركة اليمامة سنة 12 هـ.